# 卡門德卡魯帕
卡門德卡魯帕是哥倫比亞的城鎮，位於該國中部，由昆迪納馬卡省負責管轄，距離首府波哥大112公里，始建於1808年7月20日，面積228平方公里，海拔高度3,044米，2005年人口8,247。